# Schronisko w Ostruszy Czwarte
Schronisko w Ostruszy Czwarte – schronisko we wsi Ostrusza w województwie małopolskim, w powiecie tarnowskim, w gminie Ciężkowice. Pod względem geograficznym znajduje się na Pogórzu Ciężkowickim będącym częścią Pogórza Środkowobeskidzkiego.
Schronisko znajduje się w pionowej, skalistej ścianie wąwozu poniżej skały Pagoda. Jego otwór ma wysokość 2,5 m. Za nim jest korytarzyk o stromo wznoszącym się dnie, długości 3 m i szerokośc do 1 m w głębi. Powstało w piaskowcu ciężkowickim wskutek grawitacyjnego osuwania się i osiadania wzdłuż płaszczyzny pęknięcia, a powiększone zostało wskutek erozji i wietrzenia. Ma piaszczyste dno i jest w całości widne.
Miejscowej ludności schronisko znane było od dawna. Zinwentaryzował go i opisał T. Mleczek w 1994 r. On też sporządził jego plan.

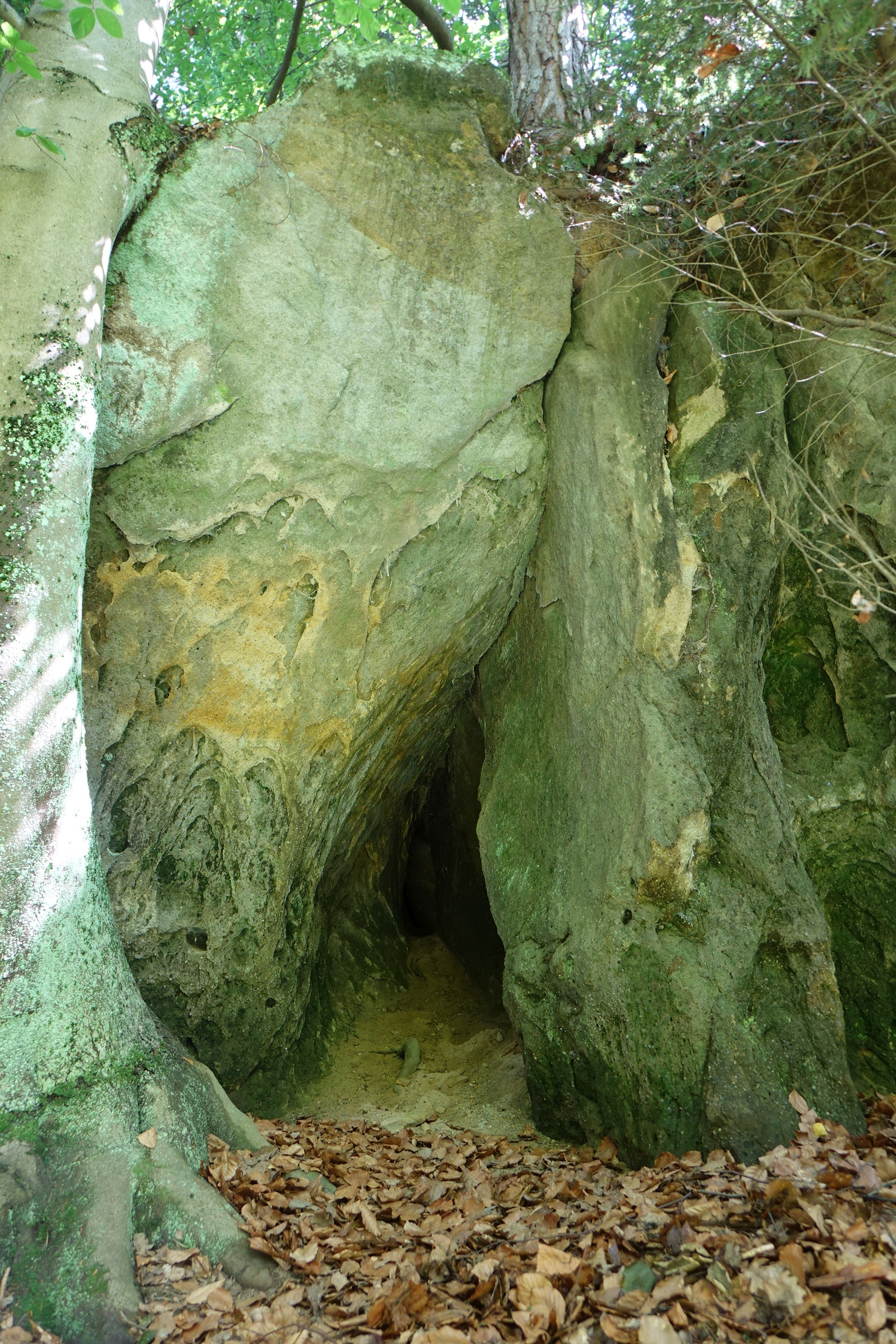
Otwór schroniska